# Euplexia viridacea
Euplexia viridacea är en fjärilsart som beskrevs av George Thomas Bethune-Baker 1906. Euplexia viridacea ingår i släktet Euplexia och familjen nattflyn. Inga underarter finns listade i Catalogue of Life.